# Kcontrol
Kcontrol è stato il centro di controllo di KDE fino alla serie 3.5 e permette di configurare ogni sua componente in maniera intuitiva, presentando opzioni e impostazioni in un'organizzazione a finestre paragonabile a quella dei sistemi Windows e macOS.
Il vantaggio di Kcontrol, e quello dei centri di controllo in generale, è quello di facilitare la configurazione del sistema, che nei sistemi unix-like è tradizionalmente effettuata tramite scrittura e modifica di file di testo.
Kcontrol è suddiviso in dieci parti:
1. Amministrazione del sistema
2. Aspetto e Temi
3. Componenti di KDE
4. Controllo energia
5. Desktop
6. Internet e Rete
7. Periferiche
8. Regionali e Accesso facilitato
9. Sicurezza e Privacy
10. Suono e Multimedia

La sua struttura modulare semplifica l'aggiunta e la manutenzione delle sue componenti.